# Cédric Locatin
Cédric Yannis Locatin, né le 6 octobre 1995 à Baie-Mahault, est un coureur cycliste français. 

## Biographie
Cédric Locatin est originaire de Baie-Mahault en Guadeloupe. Il commence le cyclisme en deuxième année minimes au club Excelsior. 
Lors de la saison 2016, il se distingue en remportant le Tour de Marie-Galante, puis le Tour de Guyane,. Il devient également champion des Caraïbes du contre-la-montre en catégorie espoirs (moins de 23 ans). L'année suivante, il conserve son titre de champion des Caraïbes et termine septième du Tour de Martinique, ou encore neuvième du Tour de la Guadeloupe. Il s'impose par ailleurs en France métropolitaine au Grand Prix du Pays Mareuillais, sous les couleurs du club La Roche-sur-Yon Vendée Cyclisme. 
En 2018, il intègre l'Occitane CF, club métropolitain qui évolue en division nationale 1. En août, il termine dix-neuvième du Tour cycliste de Guadeloupe remporté par Boris Carène.

## Palmarès et résultats

### Palmarès par année
- 2015
  - Grand Prix Théobaldmania Classique
- 2016
  -  Champion des Caraïbes du contre-la-montre espoirs
  - Classement général du Tour de Marie-Galante
  - Tour de Guyane :
    - Classement général
    - 6eb étape (contre-la-montre)

  -  Médaillé d'argent du championnat des Caraïbes du contre-la-montre
  -  Médaillé d'argent du championnat des Caraïbes sur route espoirs
- 2017
  -  Champion des Caraïbes du contre-la-montre espoirs
  - Grand Prix du Pays Mareuillais
  - Grand Prix de Capesterre-Belle-Eau
  - 3e du Trophée de la Caraïbe
  -  Médaillé de bronze du championnat des Caraïbes du contre-la-montre
- 2019
  - Champion de la Guadeloupe du contre-la-montre
  - Théobald Mania Classique
  - 5e étape du Grand Prix du SDIS
  - Grand Prix de la Banane Durable :
    - Classement général
    - 1rea et 1reb (contre-la-montre) étapes

  - 8ea étape du Tour de Guyane (contre-la-montre)
  - Critérium CRCG
- 2020
  - Mémorial Albert Dupont
- 2021
  - Champion de la Guadeloupe du contre-la-montre
  - Grand Prix du Lamentin
  - Mémorial Freddy Urcel  :
    - Classement général
    - 2e étape

  - 1re (contre-la-montre) et 5e étapes du Grand Prix du Conseil Général de Guadeloupe
- 2022
  - 5e étape du Grand Prix Cycliste des Partenaires
  - 3eb étape du Mémorial Denis Manette (contre-la-montre)
  - Prologue et 2e étape du Grand Prix de l'USL
  - 5e étape du Grand Prix du Conseil départemental de Guadeloupe
  - 4eb étape du Grand Prix Boris Carène (contre-la-montre)
  - Grand Prix de la Ville de Trois-Rivières :
    - Classement général
    - 1re étape (contre-la-montre)

  - 2e du Mémorial Denis Manette
  - 2e du championnat de la Guadeloupe du contre-la-montre
  - 2e du Grand Prix Boris Carène

### Classements mondiaux
| Année            | 2017 |
| ---------------- | ---- |
| UCI America Tour | 418e |